# Vlada Republike Srbije
Vlada Republike Srbije je nositelj izvršne vlasti u Republici Srbiji. Vladu čine predsjednik Vlade, jedan ili više potpredsjednika i ministri. 
Trenutni predsjednik Vlade Republike Srbije je Đuro Macut, a prije njega bio je Miloš Vučević koji je podnio neopozivu ostavku 28. siječnja 2025. godine. 

## Vanjske poveznice
- (sr) Službene stranice Vlade Republike Srbije